# Тушино

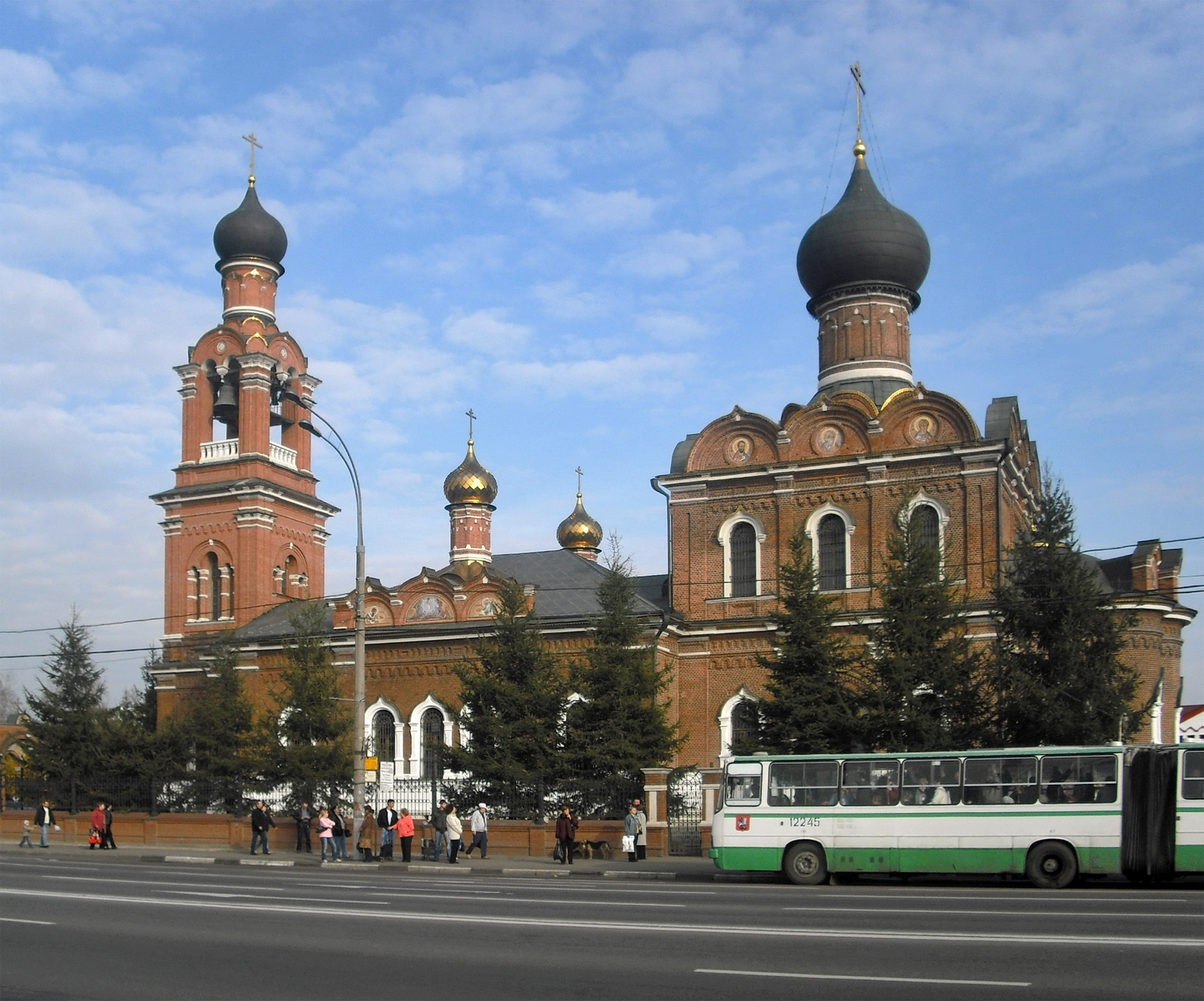
Церковь Спаса Преображения в Тушине, 2008

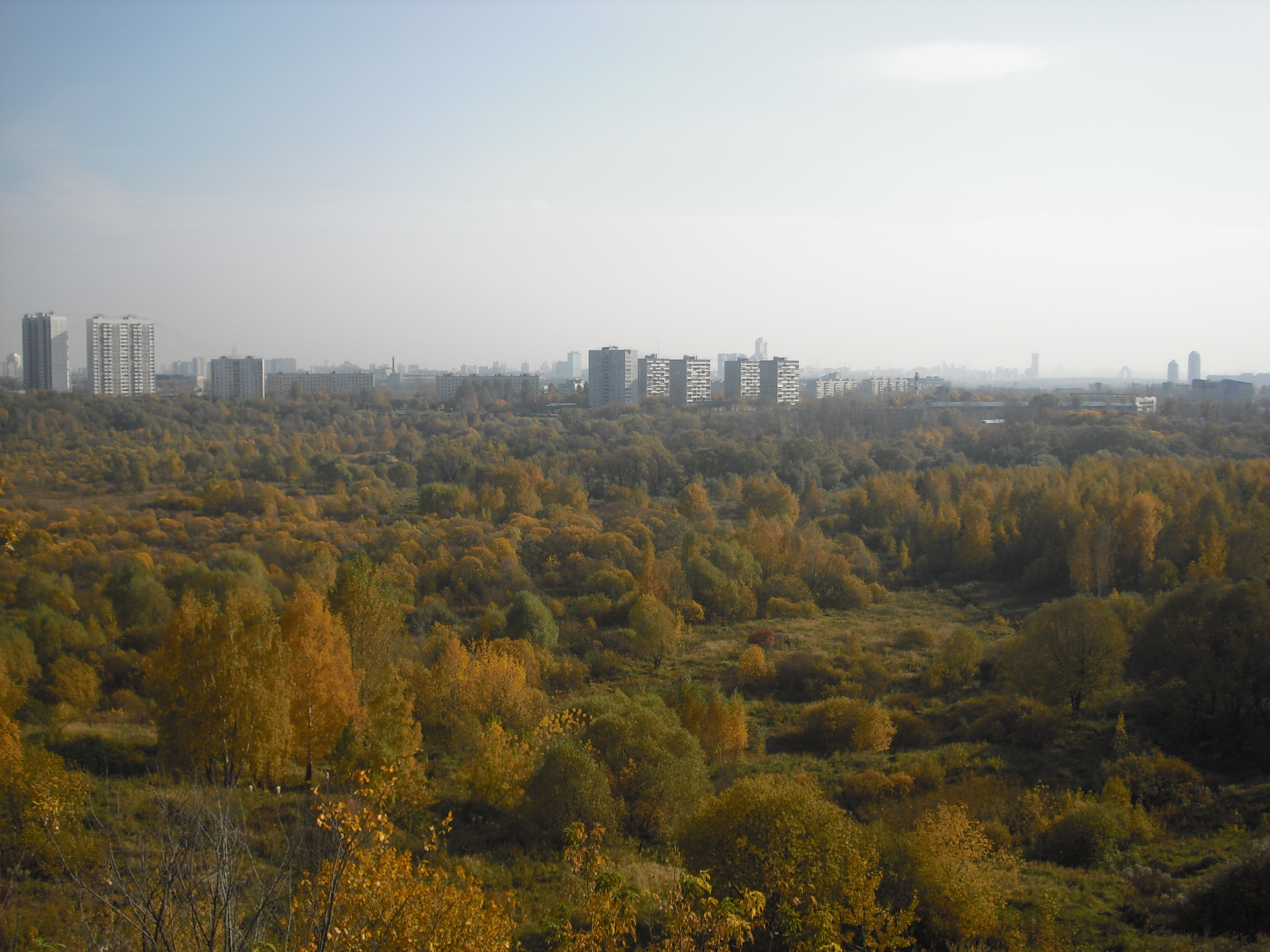
Сходненский ковш

Ту́шино — вернакулярный район на северо-западе Москвы. Впервые упоминается как деревня в 1512 году. С 1938 года — город, с августа 1960 года — в составе Москвы. Ныне территория разделена на три района: Покровское-Стрешнево, Южное Тушино и Северное Тушино. Границы исторического района Тушино не совпадают с границами местности Тушино, но входят в её состав вместе с историческими местностями Захарково, Петрово, Братцево, Алёшкино, Иваньково, Покровское-Стрешнево и Спас.

## Местоположение
В настоящее время под Тушином понимается территория бывшего Тушинского района Москвы внутри МКАД, представляющая собой сегмент между Химкинским водохранилищем, Москвой-рекой и МКАД. Административно она включает три входящие в состав СЗАО района: Покровское-Стрешнево, Северное Тушино и Южное Тушино. До постройки водохранилища (1932—1937) эта территория соответствовала бассейнам рек Сходни и Химки с расположенными на них деревнями и сёлами. По Сходне (с севера на юг): Братцево, Петрово, Спасское, или Спас, и Тушино (у слияния Сходни с Москвой-рекой); по Химке: Новое Бутаково, Алёшкино, Захарково и Иваньково. Если берега этих речек издавна были густо заселены, распаханы и освоены, то на водоразделе между ними находился крупный лесной массив, в котором ещё в начале XIX века водились лисы и встречались, хотя и набегами, волки. Сейчас остатком этого массива является Алёшкинский лес; ранее он тянулся до Покровского-Стрешнева. В излучине Сходни, у бывшей деревни Петрово и усадьбы Братцево, находится так называемый «Сходненский ковш» (или «Сходненская чаша») — гигантская впадина неясного происхождения глубиной 40 метров, возможно, метеоритный кратер.

## Название
Вероятно, названо так в XV веке по прозвищу владельца, боярина Василия Ивановича Квашнина-Туши, хотя возможно, что, напротив, прозвище его было связано с этими местами. В прошлом излучина Москвы-реки, подходящая к Тушину с юга, летом была проходимой даже для телег благодаря бродам, которые обеспечивали полную безопасность и при переправе по льду.

## История

### Древнейшие времена
На территории Тушино сделана самая древняя на территории Москвы и Московского края находка, свидетельствующая о пребывании там человека — Сходненский череп конца ледникового периода. Впрочем, в ледниковую эпоху человек появлялся в этом районе лишь спорадически. Местность была заселена людьми с эпохи мезолита (Мякининская стоянка на противоположном берегу Москвы-реки); от неолитических племён льяловской культуры осталась стоянка «Алёшкино-1» (3—2-е тысячелетия до н. э., см. Алёшкинский археологический комплекс); стоянки той эпохи обнаружены по Москве-реке в ближайших окрестностях Тушина (Щукино, Серебряный Бор, Троице-Лыково). В Алёшкине найдены орудия и керамика фатьяновской культуры; курганный могильник этой культуры, известный под названием Спас-Тушинского, был раскопан у Москвы-реки за МКАД. У Спасского находились также три городища раннего железного века (угро-финских племён дьяковской культуры, VII в. до н. э. — VII в. н. э.): 1-е Спас-Тушинское за МКАД (недалеко от платформы Трикотажная); несколько дальше, также за МКАД, 2-е Спас-Тушинское; и 3-е Спас-Тушинское, или просто Тушинское, между деревнями Тушино и Петрово. Дьяковское селище обнаружено и в Алёшкине.

### Славяне
Впоследствии возникли и славянские поселения, частью на древних финно-угорских городищах. Славяне-вятичи оставили после себя группы курганов, как например между Спасом и Братцевом, у Тушинского городища или под Алешкином. Местность находилась на оживленном водном пути, по которому суда из Москвы-реки «всходили» по Всходне (ныне Сходне) до Клязьмы (точнее, до нынешних микрорайонов Новоподрезково, Подрезково и Черкизово, где был устроен волок). Административно местность находилась в пределах округа, именовавшегося в духовной Ивана Калиты «Горетова волость», позднее «Горетов стан» — по речке Горетовка, притоку Сходни.

### XIV—XVI века

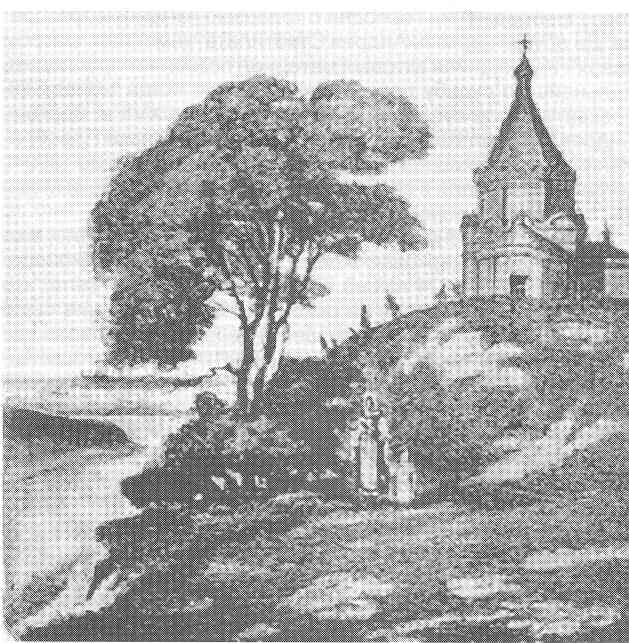
Церковь Спаса Преображения в селе Спас (Тушино). Литография XIX века. Бывшая церковь Андрея Стратилата упраздненного в XVII в. Спасского монастыря, построена ок. 1587 г., снесена в конце XIX века

В 1332 г. «Князь великий даст ‹боярину Родиону Несторовичу› село во области круг реки Всходни на пятнадцати верстах»; по-видимому центром владения было село Коробово, будущее Тушино. Боярин был сыном Нестора Рябца, выходца с юго-западной Руси (из Киева или Галича); в 1304 г. он спас Ивана Калиту в битве под Переяславлем; затем, будучи наместником московской половины Волока Ламского (Волоколамска), присоединил также новгородскую половину. За это он и удостоился этой награды от Калиты. Он же или его сын Иван Родионович Квашня, командовавший костромскими полками в Куликовской битве, в память спасения Ивана Калиты основал Спасо-Преображенский монастырь на холме на месте городища Спас-Тушино-1. В этом монастыре Иван Квашня был похоронен в 1390 г. Землю унаследовал его сын Василий, за наследственную дородность прозванный Туша и давший своё имя Тушину. Затем село принадлежало его сыну Александру Васильевичу Тушину и внуку Михаилу Александровичу Тушину. После смерти последнего было поделено между двумя его младшими сыновьями, Петром и Семеном. Часть села, принадлежавшую Петру, приобрел в 1512 г. его старший брат Федор Михайлович, и именно в этой купчей содержится первое письменное упоминание о Тушине: 
Купил есмь у своей снохи у Анны у Петровой жены Михайлова сына Тушино да у его дочерей… половину села Коробовского Тушино, которым селом благословил отец мой Михаила братью мою Петра да Семена по половинам в Московском уезде в Соболевском стану на реце на Всходне, да дал есми на нём полтораста рублев да половина.
Второе название Тушина — Коробовское — явно владельческого происхождения, как и само название Тушино; но поскольку после начала XIV века владельца с подобным именем не известно, из этого делается вывод, что владелец по имени Короб жил до Родиона Несторовича и что, следовательно, село существовало ещё до времён Ивана Калиты.
Границей владений Родиона Несторовича и его наследников, видимо, являлась Химка, так как известно, что во второй половине XV в. сёла по её левому берегу — Святые Отцы (Всехсвятское, ныне район Сокола), Щукино и Нахинское (Никольское, район нынешнего Водного стадиона) — составляли вотчину князя Ивана Юрьевича Патрикеева.
После смерти Фёдора Тушина половина села отошла к его дочери Стефаниде, вышедшей за князя Петра Телятевского, а вторая половина осталась за Семеном Тушиным, погрязшим в долгах; у него она была приобретена в 1542 г. его племянником воеводой Андаканом (Евдокимом) Федоровичем Тушиным, сыном Фёдора Михайловича, впоследствии судьёй в Московском Судном приказе. В 1562 году он постригся в Спасский монастырь, передав туда и свои владения. В 1569 г. сестра Андакана княгиня Стефанида Телятевская по смерти мужа также постриглась под именем Софьи и подписала грамоту Троице-Сергиеву монастырю «на вотчину отца её Федора и брата Андакана: на монастырь Преображение Спаса да на село Тушино с приселком и с пустошами». В том же году монастырь получил от вдовы Анны Фоминой деревню Братцево, в 1571 г. от Федора Васильевича Тушино — Бараковский луг рядом с селом Тушино, в 1575 г. от Семёна Фёдоровича Нагого — деревни Наумова и Городище, полученные последним от Андакана Тушина в приданое за дочерью. Деревни эти находились у Тушинского городища, чуть выше Тушина по течению Сходни (у впадения в Сходню реки Городенки, текущей со стороны нынешнего проезда Строителей и ныне заключённой в коллектор). 
В Тушине было создано монастырское хозяйство: двор монастырский (усадьба управляющего) и коровий двор. Ещё один монастырский двор имелся в Наумове. В 1576 г. в Тушине и Наумове насчитывалось 35 крестьянских и 9 бобыльских дворов. К этому следует добавить мельницы, также перешедшие к монастырю: Устьинскую у устья при впадении в Москву-реку, Подсельную около Волоцкой дороги (ныне Волоколамское шоссе), Мостовую у нынешнего железнодорожного моста и Подзаразную (от «заразы» — заросли) у Городенки. Мельницы сдавались внаём и приносили 90 рублей годового дохода. Крестьян разделили на 5 вытей, с каждой из которых брали оброк: 100 яиц и полведра сметаны, а также по 9 денег (деньга — полкопейки) приказному, по алтыну (3 копейки) за лес для домашних построек, по гривне за «выводную куницу» (невесту). Но главные повинности крестьян заключались в выполнении «пашни, и сена, и дров и повозов монастырских».

### Смутное время

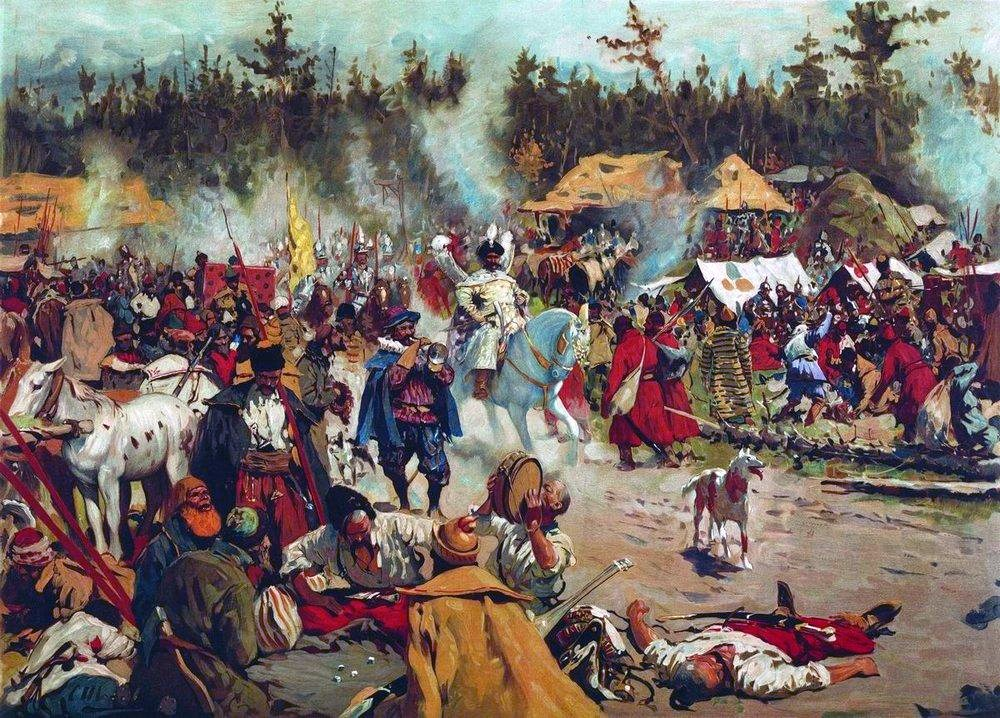
С. В. Иванов. «В Смутное время». Картон, масло. 60 × 82 см.

Тушино стало широко известно после событий Смутного времени, когда Лжедмитрий II разбил здесь свой лагерь (июнь 1608 — март 1610) и получил прозвище «Тушинский вор». В результате село превратилось в большой город — «альтернативную столицу» России, который был полностью сожжён в марте 1610 г. при отступлении тушинцев, так что на месте Тушина осталась пустошь. Постепенно село снова возродилось. Позже на территории лагеря и окружающей местности часто находили оружие — сабли, копья, бердыши, остатки кольчуг, стрелы, ядра, свинцовые пули, топоры, монеты, особые трёхконечные заострённые «кошки», так называемый «чеснок» (разбрасывался по полю и впивался в копыта лошадей). Большое количество находок было сделано в 1898 г. при прокладке железной дороги; часть их можно увидеть в Государственном Историческом Музее.

### XVII — середина XIX века

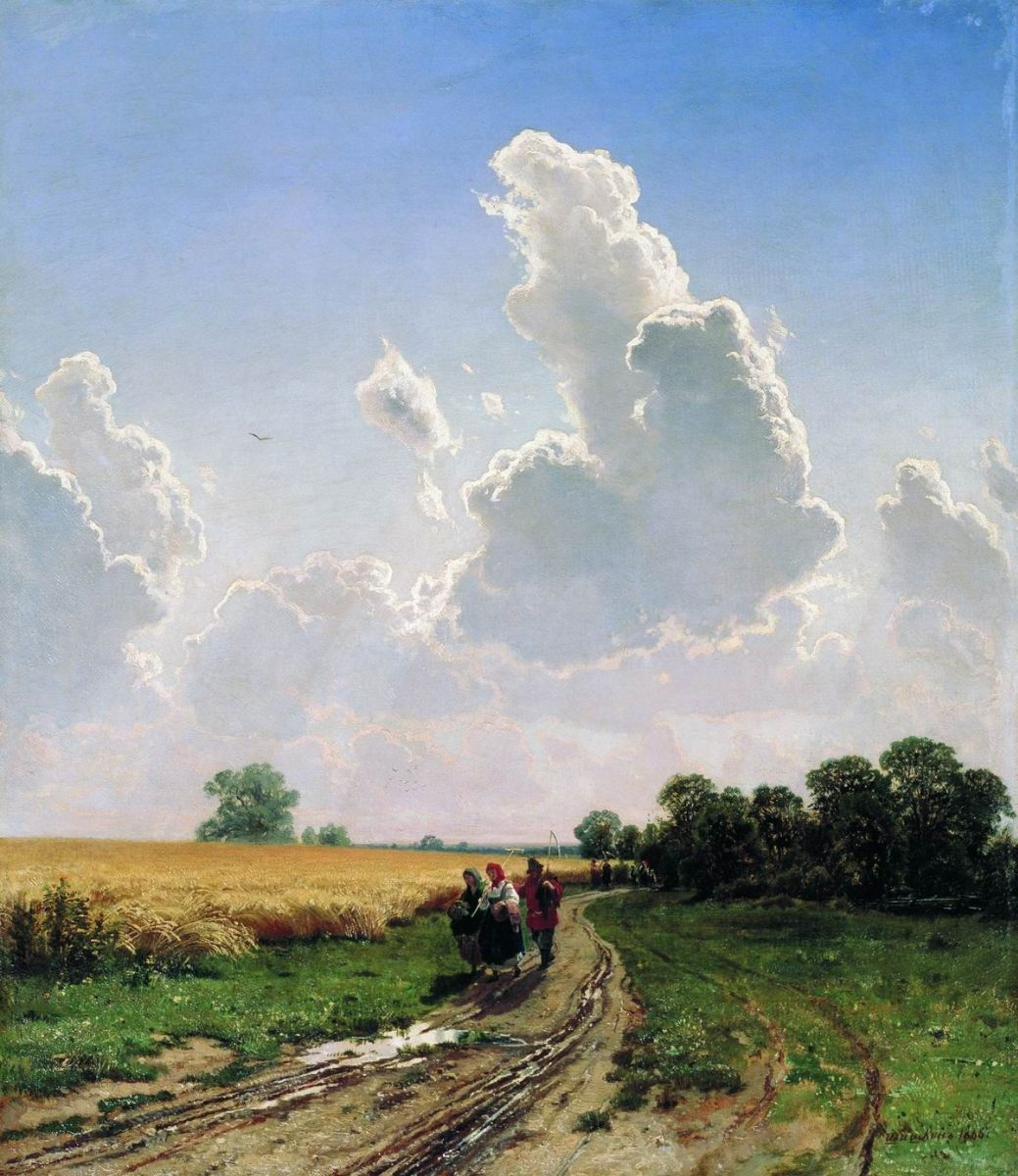
И. И. Шишкин. «Полдень. Окрестности Москвы. Братцево» (Этюд для картины «Полдень. В окрестностях Москвы»). 1866. Холст, масло. 65 × 56 см. Астраханская картинная галерея имени П. М. Догадина, Астрахань.

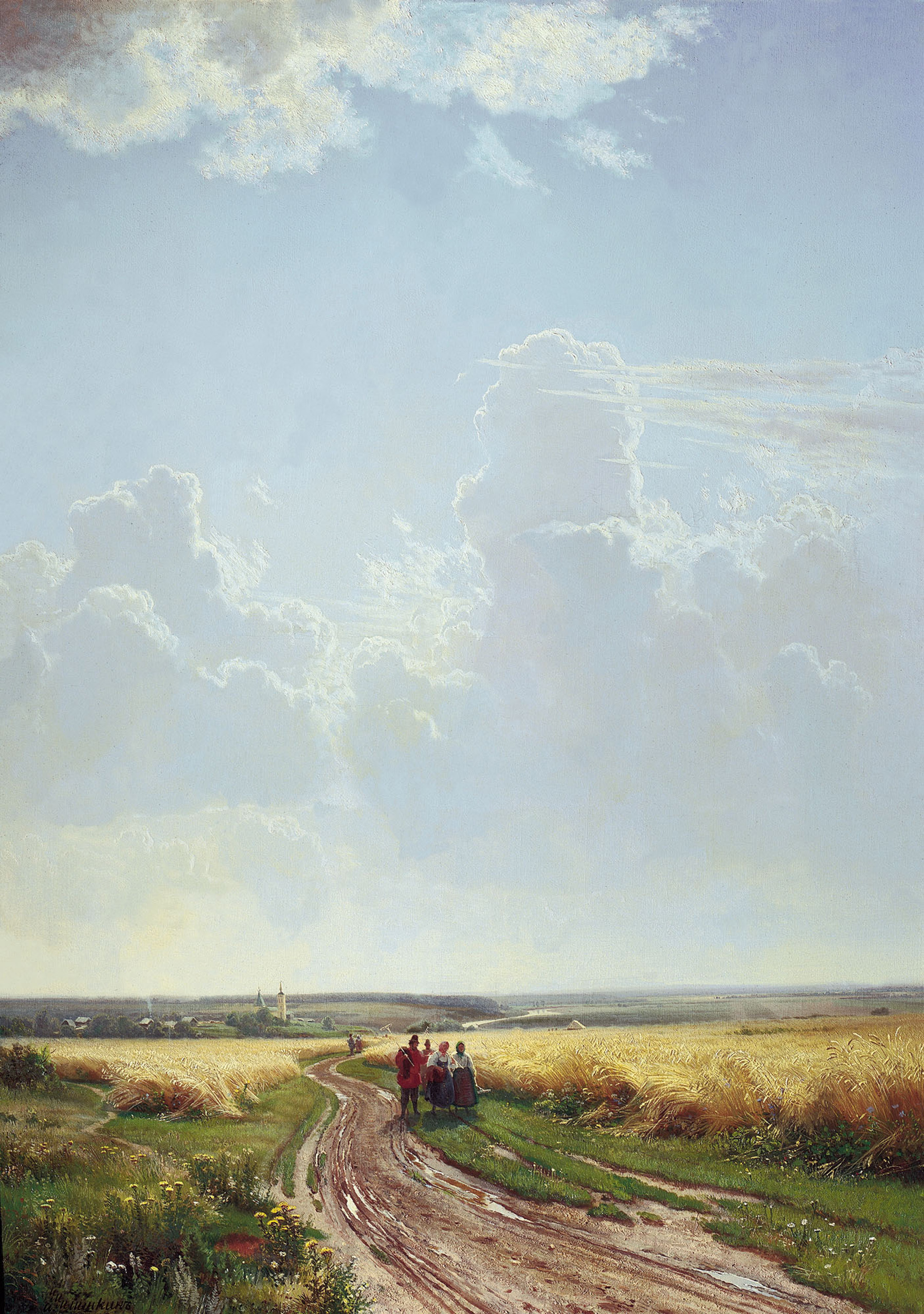
И. И. Шишкин. «Полдень. В окрестностях Москвы». 1869. Холст, масло. 111,2 × 80 см. Государственная Третьяковская галерея, Москва, Россия.
----Написана на основе братцевских этюдов.

Тушино быстро оправилось от разорения и в 1623 г. числилось сельцом, в котором были записаны двор монастырский с приказчиком, 16 дворов крестьянских и 20 дворов бобыльских. В 1646 г. было 39 крестьянских и 10 бобыльских дворов, в которых проживало 120 душ мужского пола (всего около 250 человек). На мельницах были заняты 2 бобыля-мельника. Однако после эпидемии чумы 1654 г. Наумовка вымерла, а в самом Тушине в 1678 г. было только 62 души, и только в 1704 г. численность достигла 104 душ.

Тушино считалось сельцом, так как не имело своей церкви — жители были приписаны к церкви Спаса Преображения в Спасском. Деревянная церковь Рождества Богородицы была построена при Анне Иоанновне, в 1730 г. 
Июня 18 числа запечатан указ о строении церкви, по челобитью Троицкого Сергиева монастыря архимандрита Варлаама с братьею, велено: в Московском Уезде, в вотчине оного монастыря, в селе Тушино с деревнями, из дому Её Высочества государыни царевны Прасковьи Ивановны (сестра императрицы) церковь деревянную во имя Всем Скорбящим перевесть и построить вновь во имя тот же храм…
В 1764 г. монастырские земли были секуляризованы и перешли в ведение Коллегии экономии. На 1763 г. имелся монастырский двор с двумя кельями «для приезду властей» и житницами размером 222 на 75 м, на месте бывшего лагеря. Там же находился скотный двор, где содержалось 10 коров, 30 овец и ягнят. Двор охраняло 5 сторожей. Крестьяне платили примерно по 4 рубля с полтиной. Мельницы были сданы в аренду московским купцам за 30 и 51 рубль в год. С секуляризацией барщина была отменена, оброк снижен до 1 рубля с полтиной с души (с 1783 г. 2,5 рубля). Благодаря отмене барщины крестьяне занялись промыслами: извозом, содержанием постоялых дворов, гонкой леса из Гжатского уезда. В 1800 г. селе было 42 двора, 152 человека мужского и 173 женского пола.
Мельницы, сданные купцам, были переделаны ими в лесопильню (устьинская) и суконные мануфактуры, что отняло у крестьян возможность молоть зерно (при том что мельницы когда-то были построены крестьянским коштом). В 1805 г. крестьяне подали в московский суд жалобу на нового владельца мельниц князя Барятинского, но последствий она не имела. В 1812 г. в Тушине побывали французы, убив четырёх крестьян. Накануне Отечественной войны в селе не стало церкви; древняя икона Рождества Богородицы была перенесена в церковь Спаса Преображения, откуда ежегодно 6 июля, 15 августа и 8 сентября совершался крестный ход к воздвигнутому на месте церкви надглавному кресту.

### Тушино в конце XIX — начале XX века

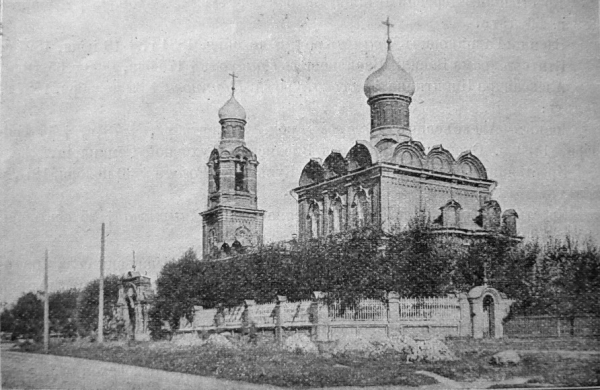
Церковь Спаса Преображения. Из книги И. Ф. Токмакова «Село Спас-Тушино», 1905

В 1852 г. в Тушине было 75 дворов и 420 жителей, в 1899 г. — 165 дворов и 846 жителей.
Деревня числилась в составе Всехсвятской волости Московского уезда (с центром во Всехсвятском, ныне район Сокол). Созданное в 1864 г. земство построило мост через Сходню, в 1876 г. открыло четырёхклассное начальное училище и в 1887 г. больницу на 13 коек (в 1895 г. переведена в Никольское). В селе было 3 трактира и 5 лавок. Мужчины занимались ломовым извозом для окрестных фабрик, женщины вязанием на дому чулков и перчаток.
К концу XIX в. район был покрыт фабриками. Бывшая Мостовая мельница с 1875 г. стала сукновальной фабрикой В. Н. Сувирова (после его смерти — М. И. Сувировой); его брат И. Н. Сувиров открыл фабрику в Иванькове, переведенную в 1879 г. в Братцево; у него была также фабрика в Спасе, тогда как Е. Х. Белишев создал на месте Устьинский мельницы шерстопрядильное и суконноткацкое заведение на 100—120 рабочих; впоследствии купец Н. Третьяков выстроил на этом месте крупную кирпичную сукноткацкую фабрику, сохранившуюся до наших дней. В 1898 г. была проведена железная дорога, в 1903 г. открыта платформа «Тушино».
В 1915 г. в корпуса закрытой к тому времени фабрики М. И. Сувировой был эвакуирован из Риги резиновый завод товарищества «Проводник», расширивший и перестроивший фабрику (с 1929 г. — Тушинская чулочная фабрика).

### Тушино и революция
Рабочие активно участвовали в революционном движении: в 1905 г. были созданы дружины, и во время декабрьских боёв в Москве (12 декабря) дружинники сделали безуспешную попытку отбить у станции Тушино обоз с оружием. После подавления восстания в Москве в Тушино была направлена казачья карательная экспедиция. 
В октябре 1917 г. местные рабочие поддержали большевиков и лозунг «Вся власть Советам»: так, за него высказалось общее собрание рабочих завода «Проводник». 29 октября при Тушинско-Гучковском совете рабочих и солдатских депутатов был создан революционный комитет, который с помощью красногвардейцев захватил контроль над окрестными станциями. Многие местные красногвардейцы принимали участие в Октябрьских боях в Москве: только с «Проводника» к 31 октября в Москву было отправлено 104 человека. 
17 красногвардейцев фабрики Хутарева (бывш. Сувировой) в Братцеве, вернувшись после боёв и найдя ворота фабрики закрытыми, арестовали хозяина, который после этого бежал (см. статью Братцево). В результате с начала 20-х годов и вплоть до коллективизации в районе Тушина не действовала ни одна фабрика, кроме Братцевской.

### Рабочий посёлок Тушино

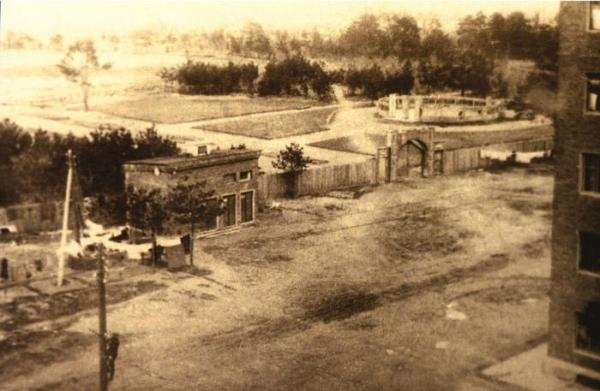
Стадион «Салют», 1933

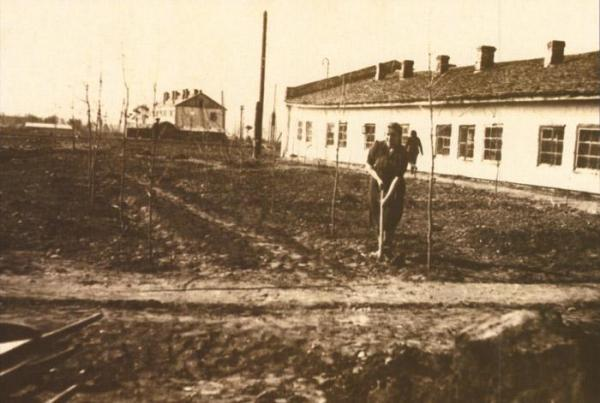
Тушино, место будущего деривационного канала, 1933

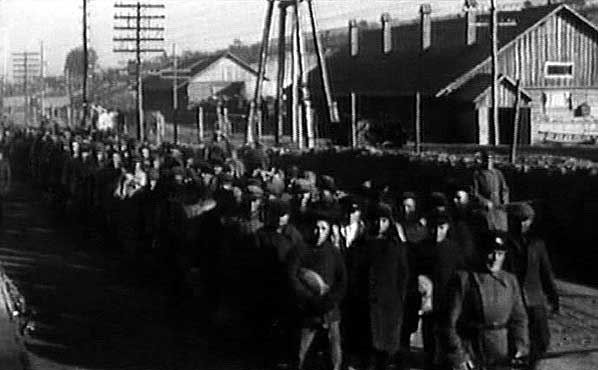
Заключённые на строительстве канала

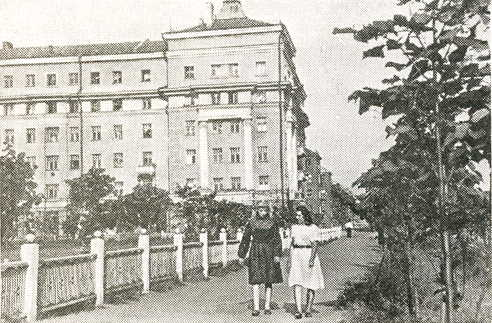
улица Молотова (ныне Лодочная), 1930-е

В 1927 г. деревня Тушино насчитывала 253 двора и 1296 человек.
В 1929 г. Тушино было причислено к Сходненскому, с 1932 г. — к Красногорскому району. В 1930 г. был создан колхоз, выращивавший главным образом овощи.
В 1929 г. корпуса бывшего завода «Проводник» были оборудованы закупленным в США ткацким оборудованием и открыта Тушинская чулочная фабрика. 
В том же году создана лётная школа Осоавиахима. В 1930 около железной дороги построен планерный завод. В 1931 г. западнее деревни Захарково возникает аэродром (аэродром ГВФ). В 1932 г. к северу от железной дороги построен самолётостроительный завод (завод № 62 ГВФ, он же завод имени Молотова — ныне ТМЗ), а в 1933 г. — авиамоторный (завод № 63 ГВФ, с 1933 г. — № 82 ГВФ, с 1938 г. — № 82 НКВД, с 1940 г. — № 82 НКАП, с 1942 г. — № 500 НКАП, с 1963 г. — завод «Красный Октябрь», с 1983 г. — Московское машиностроительное предприятие им. Чернышева). Рядом с заводами возводились бараки для рабочих. Вскоре при заводе возникла «шарага» — тушинская технологическая группа во главе с заключённым А. А. Шумилиным (бывший руководитель Опытного завода ЦНИИ авиационного моторостроения). В мае 1938 г. в Тушино была переведена другая группа заключённых инженеров во главе с А. Д. Чаромским и Б. С. Стечкиным и было создано ОКБ-82 НКВД СССР при авиазаводе № 82, насчитывавшее более 100 человек. Главным конструктором был назначен Чаромский. Перед группой стояла задача создать дизельный авиационный двигатель, и Чаромский предложил дизель, вдвое превосходивший по мощности все известные в то время двигатели.
В 1932 году началось строительство канала Москва-Волга (пущен в 1937), в результате чего зона строительства была огорожена колючей проволокой и вошла в систему Дмитровлага, а Тушино стало одним из центров «архипелага ГУЛАГ». После пуска канала бывшие лагерные бараки использовались как жилье; последним напоминанием о лагерях оставалась вышка у деревни Иваньково, снесённая только в 1995 г.
Через территорию Тушина, кроме собственно канала Москва-Волга (образовавшего здесь Химкинское водохранилище), был проложен также деривационный канал; через последний перекинули два моста: Западный и Восточный. На трассе Волоколамского шоссе под каналом Москва-Волга был построен тоннель. В результате строительства предприятий и канала население сильно возросло. В 1933—1934 годах в заболоченной пойме Москвы-реки был создан аэродром Осоавиахима, а на Волоколамском шоссе — здание Центрального аэроклуба им. Чкалова.
1 июля 1934 года ВЦИК постановила образовать рабочий посёлок Тушино, Красногорского района, при станции того же наименования, М.-Белорусско-Балтийской железной дороги, включив в его состав Захарково 1-е, Иваньково, Тушино и территорию расположенных на землях этих селений промпредприятий.

### Город Тушино

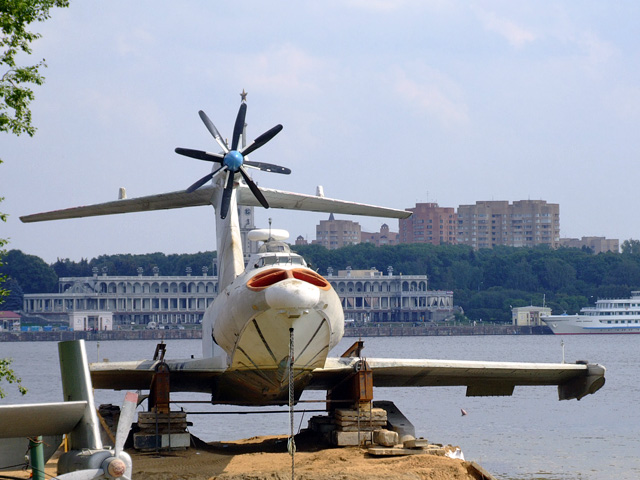
Парк «Северное Тушино»

В июне 1938 Тушино получил статус города в составе Красногорского района Московской области. В него был включён посёлок Иваньково. В 1944 в городскую черту Тушина вошли посёлки Покровское-Глебово и Трикотажный, а сам город стал подчиняться непосредственно области. В этом же году из Москвы (от Сокола) к Тушину проложили трамвайную линию. В феврале 1945 через станцию стали ходить пригородные электропоезда.
В 1950-е гг. в Тушине развернулось жилищное строительство. На месте бараков возникли кварталы жилых домов. В центральной части города наиболее парадно застраивались улицы Свободы, Советская (ныне Мещерякова), Октябрьская (Вишнёвая), Молодёжная (Долгова), Молотова (ныне Лодочная), Большая Подмосковная и др. На окраинах возникли посёлки Новый (Новопоселко́вая улица) и Комсомольский (1—3-й Тушинские проезды). Ранее 1-й и 3-й Тушинские проезды назывались 1-я и 2-я Комсомольские улицы, а 2-й Тушинский проезд порядкового номера не имел (возможное первоначальное название: Малые Октябрьские лагеря). На момент присоединения к Москве в Тушине было 67 улиц.

### В составе Москвы
В августе 1960 Тушино вошло в состав Москвы: сначала в Краснопресненский район, а в 1969 вместе с территориями окружавших ранее город деревень (Братцево, Петрово, Алёшкино, Захарково) выделено в Тушинский район. C 1991 г. территория бывшего Тушинского района поделена между московскими районами Покровское-Стрешнево, Южное Тушино и Северное Тушино, причём историческая часть Тушина по такому делению оказалась в Покровском-Стрешневе.

## Население
| Численность жителей Тушина по годам | Численность жителей Тушина по годам | Численность жителей Тушина по годам | Численность жителей Тушина по годам | Численность жителей Тушина по годам | Численность жителей Тушина по годам | Численность жителей Тушина по годам |
| 1800                                | 1852                                | 1883                                | 1899                                | 1929                                | 1939                                | 1959                                |
| ----------------------------------- | ----------------------------------- | ----------------------------------- | ----------------------------------- | ----------------------------------- | ----------------------------------- | ----------------------------------- |
| 320                                 | ↗420                                | ↗680                                | ↗850                                | ↗1370                               | ↗40 000                             | ↗89 900                             |

## Транспорт
- Трамвай
- Троллейбус (ликвидирован в 2020)
- Автобус
- Станции метро  Планерная,  Сходненская,  Тушинская
- Железнодорожные станции и платформы Тушино,  Трикотажная, Покровское-Стрешнево линии МЦД-2 (Рижское направление)

## Известные уроженцы
- Рожков, Денис Игоревич — российский актер и телеведущий.
- Яшин, Илья Валерьевич — российский оппозиционный политик и представитель местного самоуправления.

- Яшин, Лев Иванович — советский футболист, вратарь, выступавший за московское «Динамо» и сборную СССР.

## Фотогалерея

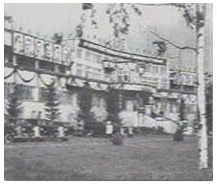
Здание аэроклуба ДОСААФ во время авиапарада 1937 г.
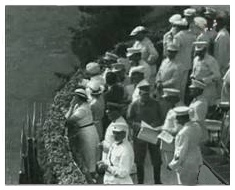
Члены правительства на трибуне аэроклуба ДОСААФ во время авиапарада, 1939
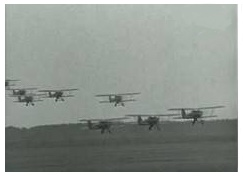
Авиапарад 1935 г.
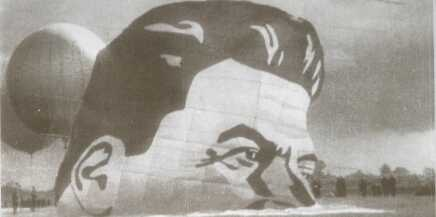
Портрет Сталина на воздушном параде «Праздник сталинских соколов», Тушино, 18 августа 1938

## Документальные фильмы о воздушных парадах в Тушине
- День воздушного флота СССР, часть 1 часть 2 часть 3 часть 4 часть 5